# Mistrzostwa Świata w Lekkoatletyce 1995 – bieg na 1500 m mężczyzn
Bieg na 1500 m mężczyzn – jedna z konkurencji rozgrywanych podczas mistrzostw świata w lekkoatletyce w 1995. Eliminacje odbyły się 10 sierpnia, półfinały miały miejsce 11 sierpnia, finał zaś został rozegrany 13 sierpnia.
Do konkursu zgłoszonych zostało 44 zawodników z 29 państw.
Zawody w tej konkurencji wygrał reprezentant Algierii Noureddine Morceli. Drugą pozycję zajął zawodnik z Maroka Hicham El Guerrouj, trzecią zaś reprezentujący Burundi Vénuste Niyongabo.

## Wyniki

### Eliminacje
Bieg 1
| Miejsce | Zawodnik          | Państwo           | Wynik   |
| ------- | ----------------- | ----------------- | ------- |
| 1.      | Ali Hakimi        | Tunezja           | 3:48,40 |
| 2.      | Vénuste Niyongabo | Burundi           | 3:48,58 |
| 3.      | Samir Benfarès    | Francja           | 3:48,64 |
| 4.      | John Mayock       | Wielka Brytania   | 3:48,65 |
| 5.      | Paul McMullen     | Stany Zjednoczone | 3:48,70 |
| 6.      | Branko Zorko      | Chorwacja         | 3:48,83 |
| 7.      | Abdi Bile         | Somalia           | 3:48,86 |
| 8.      | Jens-Peter Herold | Niemcy            | 3:49,24 |
| 9.      | Jonah Birir       | Kenia             | 3:49,26 |
| 10.     | Mateu Cañellas    | Hiszpania         | 3:49,71 |
| 11.     | Xandru Grech      | Malta             | 3:54,96 |

Bieg 2
| Miejsce | Zawodnik           | Państwo           | Wynik   |
| ------- | ------------------ | ----------------- | ------- |
| 1.      | Noureddine Morceli | Algieria          | 3:42,58 |
| 2.      | Fermín Cacho       | Hiszpania         | 3:43,05 |
| 3.      | Reuben Chesang     | Kenia             | 3:43,26 |
| 4.      | Raszid al-Basir    | Maroko            | 3:43,29 |
| 5.      | Kevin Sullivan     | Kanada            | 3:43,41 |
| 6.      | Kevin McKay        | Wielka Brytania   | 3:43,87 |
| 7.      | Brian Hyde         | Stany Zjednoczone | 3:44,03 |
| 8.      | Martin Johns       | Nowa Zelandia     | 3:45,10 |
| 9.      | Luís Jesus         | Portugalia        | 3:46,43 |
| 10.     | José López         | Wenezuela         | 3:46,81 |
| 11.     | Werner Edler-Muhr  | Austria           | 3:47,06 |

Bieg 3
| Miejsce | Zawodnik              | Państwo         | Wynik   |
| ------- | --------------------- | --------------- | ------- |
| 1.      | Azzeddine Sediki      | Maroko          | 3:38,24 |
| 2.      | Gary Lough            | Wielka Brytania | 3:38,62 |
| 3.      | Éric Dubus            | Francja         | 3:38,80 |
| 4.      | Julius Achon          | Uganda          | 3:39,04 |
| 5.      | Niall Bruton          | Irlandia        | 3:39,27 |
| 6.      | Joaquim Cruz          | Brazylia        | 3:39,47 |
| 7.      | Christophe Impens     | Belgia          | 3:40,37 |
| 8.      | Rüdiger Stenzel       | Niemcy          | 3:40,65 |
| 9.      | Ovidiu Olteanu        | Rumunia         | 3:43,20 |
| 10.     | Nioka Pululu          | Zair            | 4:02,68 |
| –       | Ahmed Ibrahim Warsama | Katar           | DNS     |

Bieg 4
| Miejsce | Zawodnik                 | Państwo           | Wynik   |
| ------- | ------------------------ | ----------------- | ------- |
| 1.      | Hicham El Guerrouj       | Maroko            | 3:38,93 |
| 2.      | Muhammad Sulajman        | Katar             | 3:39,06 |
| 3.      | Wiaczesław Szabunin      | Rosja             | 3:39,21 |
| 4.      | Abdelbaker Chékhémani    | Francja           | 3:39,34 |
| 5.      | Terrance Herrington      | Stany Zjednoczone | 3:39,40 |
| 6.      | Isaac Viciosa            | Hiszpania         | 3:39,42 |
| 7.      | Robert Kiplagat Andersen | Dania             | 3:40,50 |
| 8.      | Passmore Furusa          | Zimbabwe          | 3:41,01 |
| 9.      | Edgar de Oliveira        | Brazylia          | 3:41,74 |
| 10.     | Sammy Mutai              | Kenia             | 3:44,57 |
| 11.     | Selwyn Kole              | Wyspy Salomona    | 4:05,07 |

### Półfinały
Bieg 1
| Miejsce | Zawodnik              | Państwo           | Wynik   |
| ------- | --------------------- | ----------------- | ------- |
| 1.      | Noureddine Morceli    | Algieria          | 3:38,37 |
| 2.      | Niall Bruton          | Irlandia          | 3:39,00 |
| 3.      | Abdelbaker Chékhémani | Francja           | 3:39,08 |
| 4.      | Kevin Sullivan        | Kanada            | 3:39,23 |
| 5.      | Fermín Cacho          | Hiszpania         | 3:39,35 |
| 6.      | Ali Hakimi            | Tunezja           | 3:39,40 |
| 7.      | Éric Dubus            | Francja           | 3:39,73 |
| 8.      | Terrance Herrington   | Stany Zjednoczone | 3:39,96 |
| 9.      | John Mayock           | Wielka Brytania   | 3:40,20 |
| 10.     | Christophe Impens     | Belgia            | 3:44,86 |
| 11.     | Azzeddine Sediki      | Maroko            | 3:46,84 |
| –       | Joaquim Cruz          | Brazylia          | DNS     |

Bieg 2
| Miejsce | Zawodnik                 | Państwo           | Wynik   |
| ------- | ------------------------ | ----------------- | ------- |
| 1.      | Hicham El Guerrouj       | Maroko            | 3:37,47 |
| 2.      | Vénuste Niyongabo        | Burundi           | 3:37,62 |
| 3.      | Muhammad Sulajman        | Katar             | 3:37,78 |
| 4.      | Gary Lough               | Wielka Brytania   | 3:37,78 |
| 5.      | Raszid al-Basir          | Maroko            | 3:37,96 |
| 6.      | Isaac Viciosa            | Hiszpania         | 3:38,03 |
| 7.      | Paul McMullen            | Stany Zjednoczone | 3:38,54 |
| 8.      | Wiaczesław Szabunin      | Rosja             | 3:38,61 |
| 9.      | Julius Achon             | Uganda            | 3:39,87 |
| 10.     | Reuben Chesang           | Kenia             | 3:40,63 |
| 11.     | Samir Benfarès           | Francja           | 3:43,19 |
| 12.     | Robert Kiplagat Andersen | Dania             | 3:46,41 |

### Finał
| Miejsce | Zawodnik              | Państwo           | Wynik   |
| ------- | --------------------- | ----------------- | ------- |
| 01 !    | Noureddine Morceli    | Algieria          | 3:33,73 |
| 02 !    | Hicham El Guerrouj    | Maroko            | 3:35,28 |
| 03 !    | Vénuste Niyongabo     | Burundi           | 3:35,56 |
| 4.      | Raszid al-Basir       | Maroko            | 3:35,96 |
| 5.      | Kevin Sullivan        | Kanada            | 3:36,73 |
| 6.      | Abdelbaker Chékhémani | Francja           | 3:36,90 |
| 7.      | Muhammad Sulajman     | Katar             | 3:36,96 |
| 8.      | Fermín Cacho          | Hiszpania         | 3:37,02 |
| 9.      | Gary Lough            | Wielka Brytania   | 3:37,59 |
| 10.     | Paul McMullen         | Stany Zjednoczone | 3:38,23 |
| 11.     | Niall Bruton          | Irlandia          | 3:39,15 |
| 12.     | Isaac Viciosa         | Hiszpania         | 3:41,12 |